# 楊熾昌

楊熾昌

楊熾昌（1908年11月29日—1994年9月27日），筆名水蔭萍、南潤，是台灣日治時期著名詩人。台南市人。

## 生平
楊熾昌9歲進入台南第二公學校（現在的「立人國小」），讀了5年公學校後，考入台南一中與日本人共學，畢業後於1932年赴日求學，入東京文化學院深造，常有詩作發表於《椎木》、《神戶詩人》、《詩學》等日本雜誌。因父亡故，於1934年返台，受聘代理《台南新報》學藝欄主編。1935年秋，楊氏與張良典（又名丘英二）、李張瑞（利野蒼）、林永修（林修二）等人合組風車詩社。詩社、詩刊為時不長，1936年夏季就結束了。1937年楊熾昌進入《台灣日日新報》當記者，該報與其他5種報紙在1944年4月1日改為《臺灣新報》，1945年10月25日再改為《臺灣新生報》，楊氏轉入《新生報》任職，之後受聘於李萬居組織的《公論報》，擔任台南分社主任。此外，他還擔任了台南市文獻委員會委員，偶爾幫忙扶輪社編社刊。

## 文學主張
1930年代初，楊熾昌曾將法國超現實主義引進台灣文壇。超現實主義於1924年產生於法國巴黎，於1928年傳到日本，當時日本作家有百田宗治、西脇順三郎等人提倡，並有《詩與詩論》、《詩·現實》、《椎木》等雜誌響應。1933年超現實主義在日本文壇掀起一股浪潮，正在日本留學的楊熾昌適逢其會，接觸到超現實主義的文藝思潮，便將它引進台灣。楊熾昌在解釋為什麼要把超現實主義引進台灣文壇時，曾說：「台灣當時受日本統治，在這種環境下，我認為文學應該捨棄政治立場，而追求純正的表現，才能在政治的夾縫中，永遠生長茁壯。」
向陽曾說：「楊熾昌在1936年發表台灣第一篇超現實主義宣言〈新精神和詩精神〉，除了介紹當年日本盛行的前衛運動與現代詩運動（包括西方未來派宣言、達達主義、超現實主義、新即物主義等論述）之外，更推崇超現實主義。他主張『聯想飛躍、意識的構圖、思考的音樂性，技法巧妙的運用和微細的迫力性等』，強調『超現實是詩飛翔的異彩花苑』」。

## 文學成就
楊熾昌的主要作品有：詩集《熱帶魚》、《樹蘭》、《燃える頰》；詩篇〈花海〉（刊登在《文藝台灣》）、〈窗帷〉（刊登在《華麗島》） 、〈茉莉花〉（刊登在《風車同人集》）等；小說〈薔薇的皮膚〉（曾入選《台灣日日新報》小說獎）、〈貿易風〉（刊登在《台南新報》）；評論《洋燈的思維》等。黃忠武的《日據時代台灣新文學作家小傳》曾對楊熾昌作過這樣的評述：日據下的台灣文學，充滿著反日的民族情緒與濃厚的政治色彩，在這特殊的環境裡，文學藝術往往受到政治利用與污染，很難維持其純正的面貌，而《風車詩社》卻絲毫不受政治感染或干擾，楊熾昌便是《風車》的靈魂人物。他引起了“超現實主義”，建立了新的文學理想——努力顯現蘊藏在人的內心深處的東西。

## 「風車詩社」及詩刊
「風車詩社」在1935年秋季成立，地點在台南，成立宗旨為「主張主知的『現代詩』的敘情，以及詩必須超越時間、空間，思想是大地的飛躍。並以法國超現實主義的宣言奉為創作的圭臬」，也就是成員普遍主張拋棄傳統詩的音樂性與型式，創造一種新的形象，呈現人們內心領域的精神活動，並且以法國超現實主義的宣言，作為成員的創作圭臬。發起人有楊熾昌、林永修（又名：林修二）、李張瑞（筆名：利野蒼）、張良典（筆名：丘英二），以及日本人戶田房子、岸麗子、尚梶鐵平（筆名：島元鐵平）等人。由於他們的作品沒有政治色彩，所以未受日本當局的干擾。詩社同時發行同人詩刊《Le Moulin》，刊銜標題為法語的「風車」，用粗糙的台灣竹紙印刷，是個不定期出版的刊物，只刊登同人的作品。詩刊在1935年創刊，每期發行75本，至1936年夏季停刊。

## 作品在戰後的出版

### 後人的編輯出版
目前為止(2016/11/27)，已知的有：
- 葉笛/譯，《水蔭萍作品集》，台南市：台南市立文化中心，1995年。
- 羊子喬、陳千武/編，《遼闊的海》，台北市：遠景出版社，1997年3版。
- 陳允元、黃亞歷編，《日曜日式散步者：風車詩社及其時代》全二冊，臺北市：行人文化實驗室、臺南市政府文化局，2016年。

### 他人著作的收錄
- 水蔭萍的日文新詩：〈毀了的街〉、〈越境的蝴蝶〉、〈煙〉，戰後由台灣詩人陳千武翻譯成中文，之後被收錄在陳明台主編的《陳千武譯詩選集》裡。[5]
- 水蔭萍自編的日文詩集《燃燒的臉頰》裡的全部詩文，加上後記與戰後寫的〈自畫像〉被台灣詩人與詩論家葉笛翻譯成中文，後來被人收錄在《葉笛全集9 翻譯卷二》。[6]此外，水蔭萍一生的許多日文詩作、評論與回憶性質的文章，也被葉笛譯成中文，收錄在全集內。
- 水蔭萍的日文新詩：〈燃燒的臉頰〉、〈毀壞的城市Tainan Qui Dort〉，戰後被人翻譯成中文，中譯文本收錄在林瑞明主編《國民文選‧現代詩卷I》。[7]

## 外部連結
- 無酒館>(轉載)回溯-楊熾昌 （页面存档备份，存于）
- 新聞-日治詩人楊熾昌 手稿重現家鄉  （页面存档备份，存于）
- 新聞-〈南部〉楊熾昌手稿 日學者慨捐台文館 （页面存档备份，存于）
- 華文文學資訊平台>作家資料庫>楊熾昌
- 文化部國家文化資料庫>楊熾昌